# Комбинированная переработка минерального сырья
Комбинированная переработка минерального сырья (англ. intergrated mineral processing; нем. kombinierte Mineralrohstoffverarbeitung f) — соединение разных способов и процессов обогащения, или обогащения и металлургии для наиболее эффективного разделения компонентов.
В основе технологии разделения компонентов по их физическим и физико-химическим свойствам лежит создание градиента концентрации частичек минералов, ионов или молекул в жидкой или газовой фазе, а также на границе разделения фаз с помощью разных силовых полей: и магнитных, электрических, гравитационных, адсорбционных и т. п. влияний (используют различия в плотности, магнитной восприимчивости, электропроводности, адсорбционной способности, смачиваемости и т. д.).
Комбинированные схемы используются для обогащения железных, марганцевых руд, а также руд редких металлов. Наиболее распространены флотационно-гравитационные процессы. В комбинированных схемах гидрометаллургическая доводка осуществляется путём выщелачивания вредных компонентов из концентратов, например, фосфора или кремнезёма из железных, марганцевых, вольфрамовых концентратов. Удаление вредных компонентов возможно также пирометаллургическими процессами (например, выжиганием).